# INS Vagsheer (S43)
Pour les autres navires du même nom, voir INS Vagsheer.
L'INS Vagsheer (pennant number : S43) est un sous-marin diesel-électrique de classe Vela de la marine indienne.